# Gradevo
Gradevo (în bulgară Градево) este un sat în partea de sud-vest a Bulgariei, în Regiunea Blagoevgrad. Aparține administrativ de comuna Simitli.  La recensământul din 2001 avea o populație de 217 locuitori.

## Demografie
Componența etnică a satului Gradevo
     Bulgari (98,89%)
     Nicio identificare (1,1%)
     Altele (0%)
La recensământul din 2011, populația satului Gradevo era de 181 locuitori. Din punct de vedere etnic, majoritatea locuitorilor (98,89%) erau bulgari. Pentru 1,1% din locuitori nu este cunoscută apartenența etnică.